# Southern California Seahorses
Southern California Seahorses é uma agremiação esportiva da cidade de La Mirada, Califórnia  Atualmente disputa a USL League Two.

## História
O clube surgiu nas categorias de base em 1983, porém sua primeira competição oficial foi em 2001. Em sua temporada de estreia, foi eliminado na primeira fase após ficar em segundo lugar do grupo, atrás do Orange County Blue Star.[carece de fontes?] No dia 1 de março de 2018, o clube anunciou uma parceria com o Charlotte Eagles, alterando seu escudo.

## Símbolos

### Escudo
| Evolução do Escudo do Southern California Seahorses | Evolução do Escudo do Southern California Seahorses | Evolução do Escudo do Southern California Seahorses | Evolução do Escudo do Southern California Seahorses | Evolução do Escudo do Southern California Seahorses | Evolução do Escudo do Southern California Seahorses | Evolução do Escudo do Southern California Seahorses | Evolução do Escudo do Southern California Seahorses | Evolução do Escudo do Southern California Seahorses |
| 2001 – 2018                                         | 2018 – Atual                                        |                                                     |                                                     |                                                     |                                                     |                                                     |                                                     |                                                     |
| --------------------------------------------------- | --------------------------------------------------- | --------------------------------------------------- | --------------------------------------------------- | --------------------------------------------------- | --------------------------------------------------- | --------------------------------------------------- | --------------------------------------------------- | --------------------------------------------------- |